# Parapontocaris caribbaea
Parapontocaris caribbaea is een garnalensoort uit de familie van de Crangonidae. De wetenschappelijke naam van de soort is voor het eerst geldig gepubliceerd in 1927 door Boone.